# BTC-Alpha
BTC-Alpha — криптовалютная биржа, запущенная в 2016 году.

## История
В 2013 году украинский программист Виталий Боднар начал разработку криптобиржи BTC-Alpha. Её публичный запуск состоялся 1 ноября 2016 года.
Главный офис расположен в Лондоне, Великобритания.
В 2018 году крупный корейский фонд NX предложил Боднару продать 50% компании за 20 млн евро, однако он отказался от предложения.
Биржа одной из первых представляла на своей площадке такие криптовалюты как Nasdacoin, Noah Coin и другие.
В 2020 году BTC-Alpha вошла в Топ-3 криптобирж года по версии HackerNoon.
В апреле 2021 года биржа провела сжигание нативных токенов Alp Coin, что увеличило цену актива вдвое, а в ноябре успешно отразила хакерскую атаку и начала подготовку к получению лицензии на осуществление деятельности в США.
По состоянию на конец 2021 года BTC-Alpha входит в топ-100 криптобирж по версии CoinMarketCap и Profinvestment, насчитывает более чем 365 тысяч пользователей и имеет дневной оборот свыше 220 млн долларов.
28 февраля 2022 года биржа прекратила работу с российскими клиентами из-за событий на Украине.